# Wolfgang Philipp von und zu Guttenberg

Wappen der Familie von Guttenberg

Wolfgang Philipp Freiherr von und zu Guttenberg (* 29. Juli 1647 auf Schloss Marloffstein in Marloffstein, Mittelfranken; † 4. Dezember 1733 in Valletta, Malta) war ein deutscher Malteserritter und Kommendator mehrerer Kommenden des Ordens.

## Familie
Wolfgang Freiherr von und zu Guttenberg wurde 1647 als Sohn des bambergischen Rats und Oberamtmanns zu Neunkirchen-Schellenberg Gottfried Wilhelm Freiherr von und zu Guttenberg (ca. 1622–1683) und der Maria Kunigunda Ursula geb. von Guttenberg zu Kirchlauter (1623–1681) geboren. Er war das drittälteste von zehn Geschwistern. Sechs der Geschwister traten in den geistlichen Stand. Darunter war der ältere Bruder Johann Gottfried, der Fürstbischof des Hochstiftes Würzburg wurde.
Die Familie Guttenberg  gehörte zum fränkischen Adel der Linien von Werdenau und von Eltz.

## Leben
Wolfgang Philipp legte 1670 das Ordensgelübde beim Ritterorden der Johanniter (seit 1700 Malteser) ab und lebte wohl die meiste Zeit auf Malta.
Er war um 1680 zunächst Kommendator der Kommende in Rottweil. Von 1695 bis 1733 war Komtur der Kommenden in Kleinerdlingen sowie der kombinierten Kommenden von Bruchsal und Kron-Weißenburg. Seine Kommenden ließ er von Verwaltern bewirtschaften. Die Kommende in Kleinerdlingen administrierte sein Bruder Franz Dietrich, der Domdekan in Augsburg war. 1726 wurde er zum Titular-Bailli von Brandenburg der deutschen Zunge auf Malta ernannt. Er war auch Schatzmeister des deutschen Malteserordens.
Wolfgang Philipp engagierte sich als Mäzen für die Bevölkerung. Er finanzierte unter anderem die Kapelle Our Lady of Mercy (“tal-Madonna tal-Óniena”) in Qrendi.  in der Nähe des Guttenberg-Sitzes. In Fontana ließ er Waschhäuser für die Frauen des Ortes errichten.

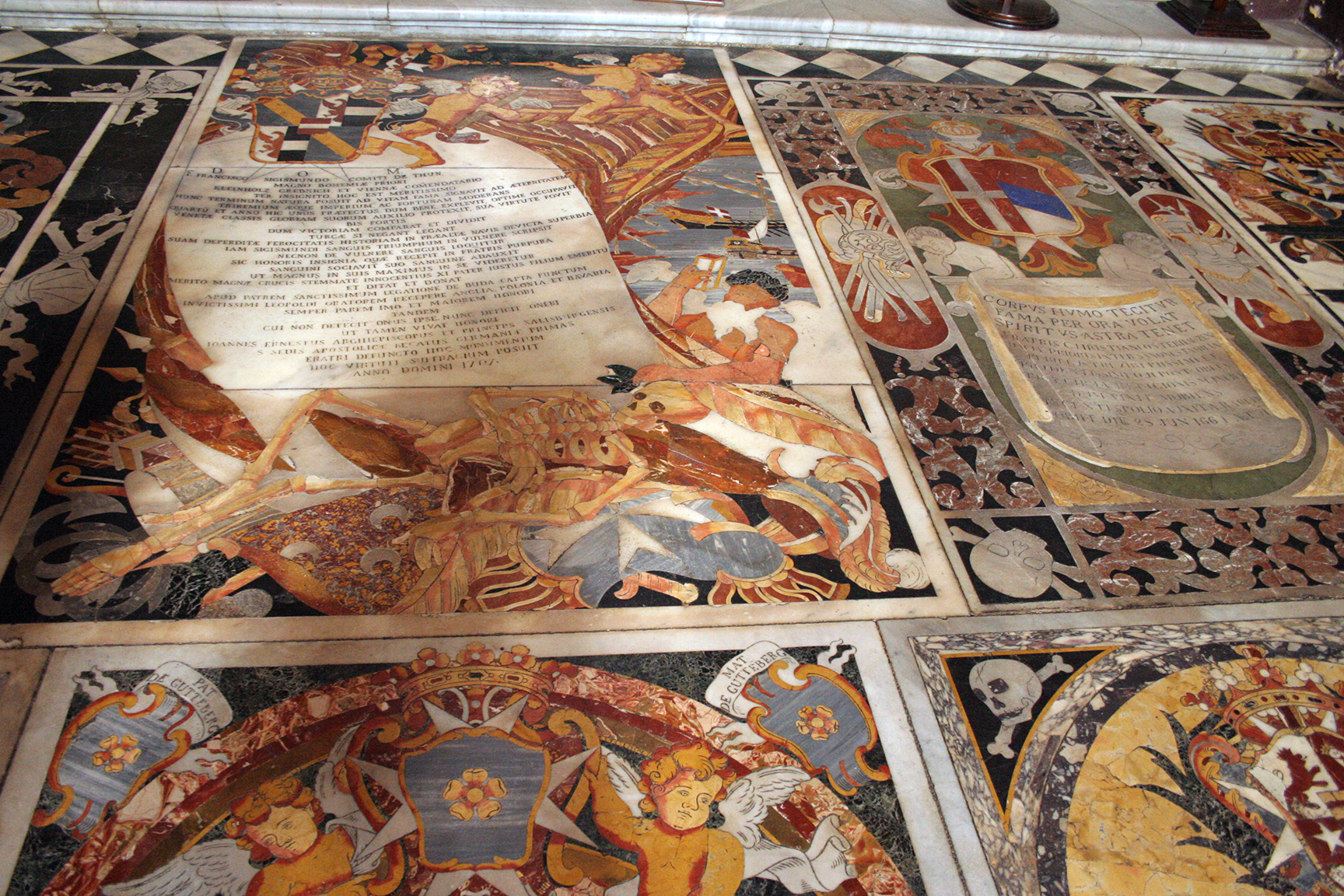
Grabplatte (am unteren Rand, nur oberer Teil der Grabplatte sichtbar) mit dem Wappen der von Guttenberg in der St. John’s Co-Cathedral in Valletta

Am 4. Dezember 1733 ist er auf Malta gestorben. Er wurde in der St. John’s Co-Cathedral in Valletta bestattet, der ehemaligen Hauptkirche der Johanniter-/Malteserordens. Das Grabmal wurde von ihm selbst entworfen. Es hat eine einfache Inschrift, die nur seine letzten Titel und Ämter nennt. Es hat die Inschrift «Fuit et tu non eris. ... Fumus, humus, sumus, et cinis est nostra ultima finis» (dt. Er ist gewesen und du wirst nicht sein. Rauch, Erde sind wir, und Asche ist unser letztes Ende.). Es weist ein besonders detaillierte Darstellung des Knochenmannes auf.